# У омута
«У о́мута» — пейзаж русского художника Исаака Левитана (1860—1900), оконченный в 1892 году. Хранится в Государственной Третьяковской галерее в Москве (инв. 1484). Размер — 150 × 209 см (по другим данным, 151,5 × 212 см). На переднем плане полотна изображены мостки, переходящие в брёвна плотины, справа от которой находится омут. На другой стороне реки продолжается узкая тропинка, которая, огибая прибрежные кусты, ведёт в сторону тёмного сумеречного леса.
Левитан начал работу над картиной в 1891 году в Тверской губернии, используя в качестве натуры пейзаж у реки Тьмы в окрестностях села Берново. Зимой 1891/1892 года художник продолжил работу над картиной в Москве, а в феврале 1892 года она была представлена на 20-й выставке Товарищества передвижных художественных выставок («передвижников»), открывшейся в Санкт-Петербурге. Прямо с выставки полотно было приобретено у автора Павлом Третьяковым, по согласованию с которым Левитан позднее доработал изображение водной поверхности, используя этюды, написанные им летом 1892 года во Владимирской губернии.
Картина «У омута» является одним из трёх самых больших по размеру произведений художника — наряду с полотнами «Над вечным покоем» (1894) и «Озеро» (1899—1900). Вместе с двумя другими произведениями первой половины 1890-х годов — «Над вечным покоем» и «Владимиркой» (1892) — картину «У омута» иногда объединяют в так называемую «мрачную» или «драматическую» трилогию Левитана.
Искусствовед Алексей Фёдоров-Давыдов считал произведение «У омута» «первым опытом на пути создания национального образа в пейзаже» и называл его «одним из выдающихся полотен в передвижнической пейзажной живописи», в то же время отмечая, что эта картина «не является бесспорной удачей» Левитана. Искусствовед Григорий Стернин писал, что размер полотна и «несколько драматизированная характеристика предметно-цветовой среды» свидетельствуют о том, что одной из целей автора было «создание эпического зрелища, не лишённого элементов сказочной театрализации».

## История

### Предшествующие события и работа над картиной
Картина «У омута» была задумана и начата в 1891 году, когда Исаак Левитан жил в деревне Затишье Старицкого уезда Тверской губернии (ныне на территории Старицкого района Тверской области). Его сопровождала художница Софья Кувшинникова, а пригласила их провести летнее время в тверских краях Лика Мизинова, которую Левитан хорошо знал как близкую подругу Марии Павловны, сестры Антона Павловича Чехова.

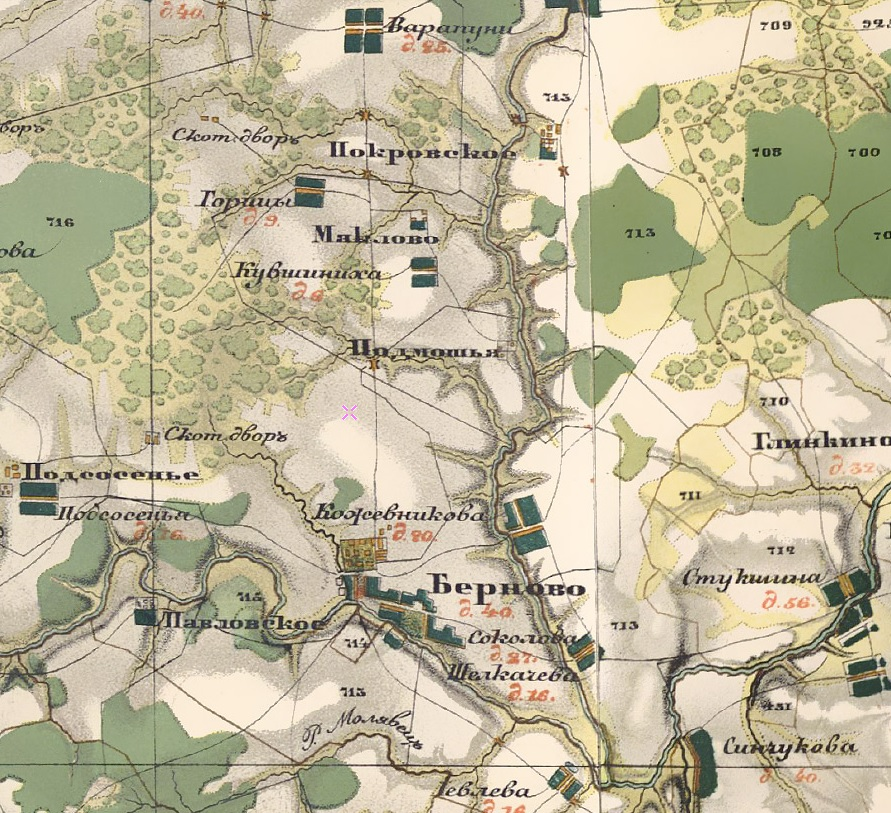
Окрестности села Берново на топографической карте 1853 года (Курово-Покровское обозначено как Покровское; с запада на восток через Берново протекает река Тьма; с севера на юг через Покровское течёт река Нашига)

Левитан и Кувшинникова прибыли в те края в мае. В письме к Антону Чехову от 29 мая 1891 года художник писал: «Пишу тебе из того очарователь[ного] уголка земли, где всё, начиная с воздуха и кончая, прости господи, последней что ни на есть букашкой на земле, проникнуто ею, ею — божественной Ликой!» В том же письме Левитан сообщал, что поселился вблизи усадьбы Николая Павловича Панафидина (дяди Лики Мизиновой), и писал, что выбрал место не вполне удачно: «В первый мой приезд сюда мне всё показалось здесь очень милым, а теперь совершенно обратное, хожу и удивляюсь, как могло мне всё это понравиться». В июне настроение у Левитана улучшилось, и он написал Чехову: «С переменой погоды стало здесь интересней, явились довольно интересн[ые] мотивы». 
Недалеко от Затишья, в селе Берново, у реки Тьмы было расположено имение Анны Николаевны Вульф, которая унаследовала его от своего отца, Николая Ивановича Вульфа, скончавшегося в 1889 году. Левитану понравился пейзаж омута у старой развалившейся мельницы, и он начал делать карандашный набросок. Увидев, что́ он рисует, хозяйка имения рассказала ему предание, которое якобы вдохновило Александра Сергеевича Пушкина на написание драмы «Русалка».

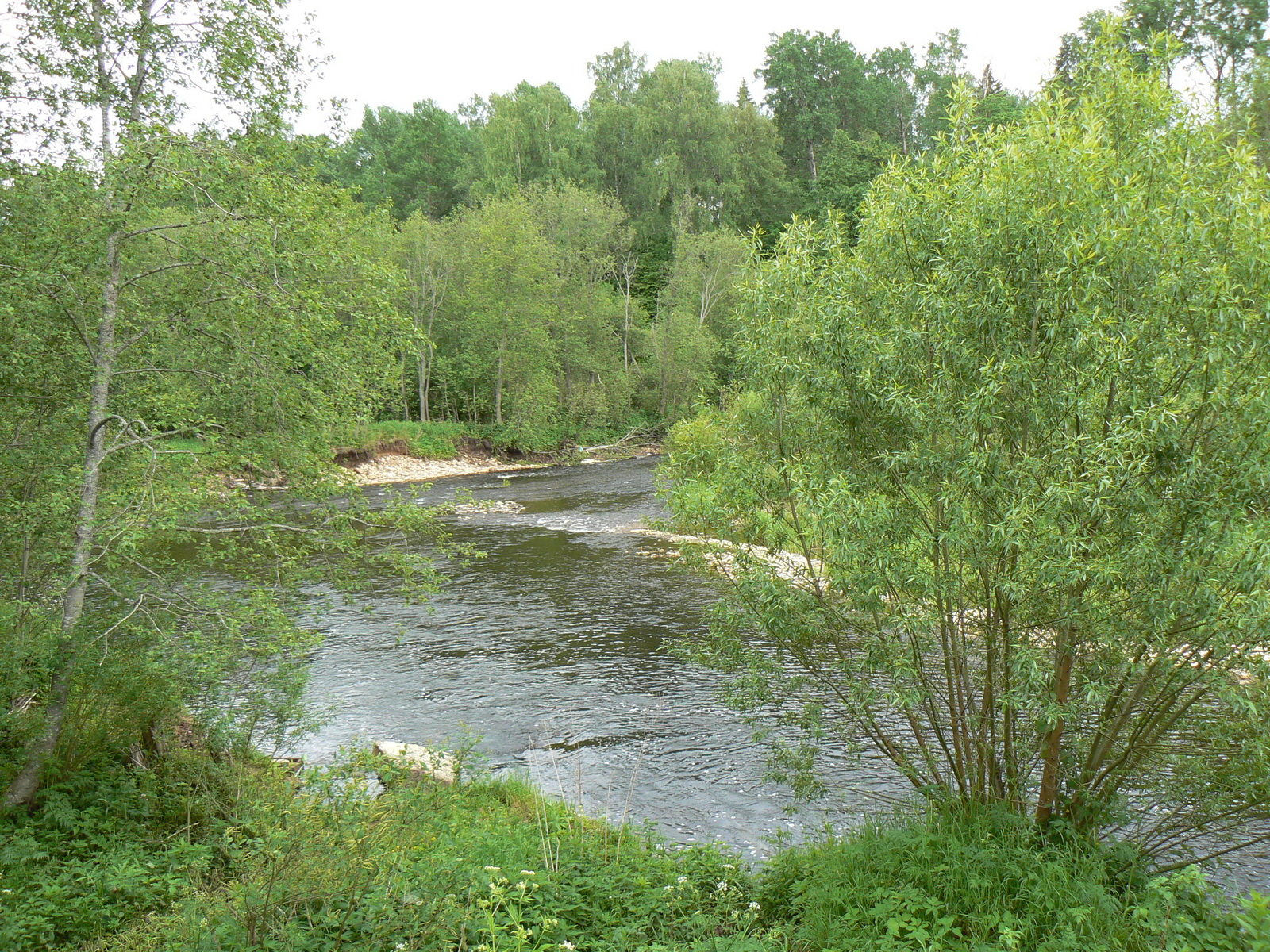
Левитан работал над картиной «У омута» на берегу реки Тьмы в селе Берново

История была связана с временами, когда владельцем Бернова был дед Анны Николаевны, Иван Иванович Вульф. Описания этого предания у разных авторов несколько отличаются друг от друга. По одному источнику, Иван Иванович, несмотря на то, что был женат и имел пятерых детей, отбирал себе для развлечений крепостных девушек. В одну из молодых крестьянок, которую перед этим присмотрел себе барин, влюбился его слуга-камердинер и обручился с ней. Когда Иван Иванович про это узнал, он разгневался и повелел отдать своего слугу в рекруты. Зная, что после этого ничто не спасёт её от барских домогательств, девушка утопилась в омуте. В другом варианте слуга был не камердинером, а конюхом, а девушку звали Наташей, и была она дочкой мельника. Молодые люди полюбили друг друга, и Наташа ждала ребёнка. Когда слух об этой тайной любви дошёл до барина, конюх был высечен до полусмерти и затем отдан в солдаты, а его любимая с горя утопилась.

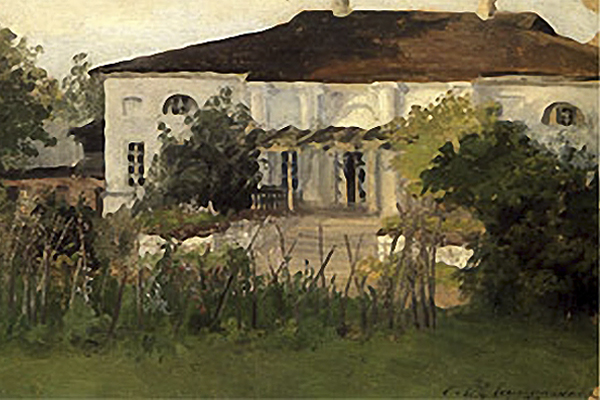
С. П. Кувшинникова. Дом в Курово-Покровском (1891, ТОКГ)

Левитана рассказ Анны Николаевны Вульф очень взволновал. С чувством тревоги он ходил у плотины, возвратился туда же и на следующий день. Постепенно он пришёл к мысли о том, чтобы написать картину. Софья Кувшинникова вспоминала: «Сделав маленький набросок, Левитан решил писать большой этюд с натуры, и целую неделю по утрам мы усаживались в тележку — Левитан на ко́злы, я на заднее сиденье — и везли этюд, точно икону, на мельницу, а потом так же обратно. Затем с моим отъездом в Москву Панафидины предложили Левитану перебраться к ним, в Покровское, и тут в отведённом ему под мастерскую большом зале он написал свою картину».
Действительно, после того как в августе Кувшинникова уехала в Москву, Левитан перебрался в Курово-Покровское — в имение, владельцами которого были Николай Павлович Панафидин и его жена Серафима Александровна. Главный дом имения изображён на этюде Софьи Кувшинниковой «Дом в Курово-Покровском» (1891), хранящемся в Тверской областной картинной галерее. Для работы хозяева предоставили Левитану просторную столовую с пятью окнами. Кувшинникова так описывала пребывание художника в имении Панафидиных: «За Левитаном ухаживал и заботился весь дом, куда съезжалось более двадцати человек родни. Все располагали своё время соответственно занятиям Левитана». В благодарность за гостеприимство той же осенью Левитан написал портрет Николая Панафидина (ныне в Тверской областной картинной галерее), на котором изобразил хозяина дома сидящим в кресле. Исследователи творчества Левитана полагают, что в имении Панафидиных художник писал один из этюдов к картине «У омута», а основное полотно создавалось им зимой 1891/1892 года в Москве.

### 20-я передвижная выставка и последующие события
В начале 1892 года картина «У омута» была закончена. Она экспонировалась на 20-й выставке Товарищества передвижных художественных выставок («передвижников»), открывшейся 23 февраля 1892 года в Санкт-Петербурге, а в апреле того же года переехавшей в Москву. Петербургская часть выставки проходила в здании Императорской Санкт-Петербургской академии наук, а московская — в помещении Московского училища живописи, ваяния и зодчества. На выставке были представлены и другие произведения Левитана — «Октябрь» (1891, ныне в Самарском областном художественном музее), а также «Осень» и «Лето» (местонахождение неизвестно). Тем не менее «главной и наиболее значительной» из экспонированных Левитаном на этой выставке работ была картина «У омута». Полотно сразу же привлекло к себе внимание. Художник-пейзажист Александр Киселёв в письме к живописцу Григорию Ярцеву сообщал, что «Левитан просто чудо как силён в новой картине „Омут“». С другой стороны, Илья Репин писал Павлу Третьякову, что «Левитана большая вещь» ему не понравилась — «для своего размера совсем не сделана», «общее недурно и только».
В московской и петербургской прессе появился ряд публикаций, где обсуждалась картина «У омута». В целом отзывов было значительно меньше, чем по поводу «Тихой обители», экспонировавшейся годом раньше (на 19-й передвижной выставке), и общий тон комментариев был сдержаннее, причём среди них встречались и вовсе неодобрительные. Анонимный автор статьи «Выставка картин передвижников», опубликованной в «Петербургской газете» (№ 53 от 24 февраля 1892 года), обсуждая «очень сильную вещь» кисти Исаака Левитана «У омута», писал, что полотно, изображающее взятую прямо с натуры «разорённую мельницу в лесистой местности», «на известном расстоянии <…> положительно увлекает зрителя своей правдивостью». В газете «Московские ведомости» (№ 105 от 17 апреля 1892 года) историк и публицист Владимир Грингмут отмечал, что в техническом отношении картина «У омута» выглядит несколько лучше других представленных на выставке произведений Левитана, поскольку «брёвна и вода очень натуральны, но зелень на заднем плане не написана, а намалёвана». В статье, напечатанной в газете «Новости дня» (№ 3187 от 8 мая 1892 года), писатель и критик Николай Александров писал, что картина «У омута» представляет собой «чисто профессорское произведение» — по его мнению, «она широко, свободно написана; она полна гармонии в тонах; но она не трогает зрителя; она, точно этюд, даёт только намёк на мотив, но не действует на нашу душу захватывающе неотразимо, как действует сама природа и как обязательно должно действовать художественное творчество».

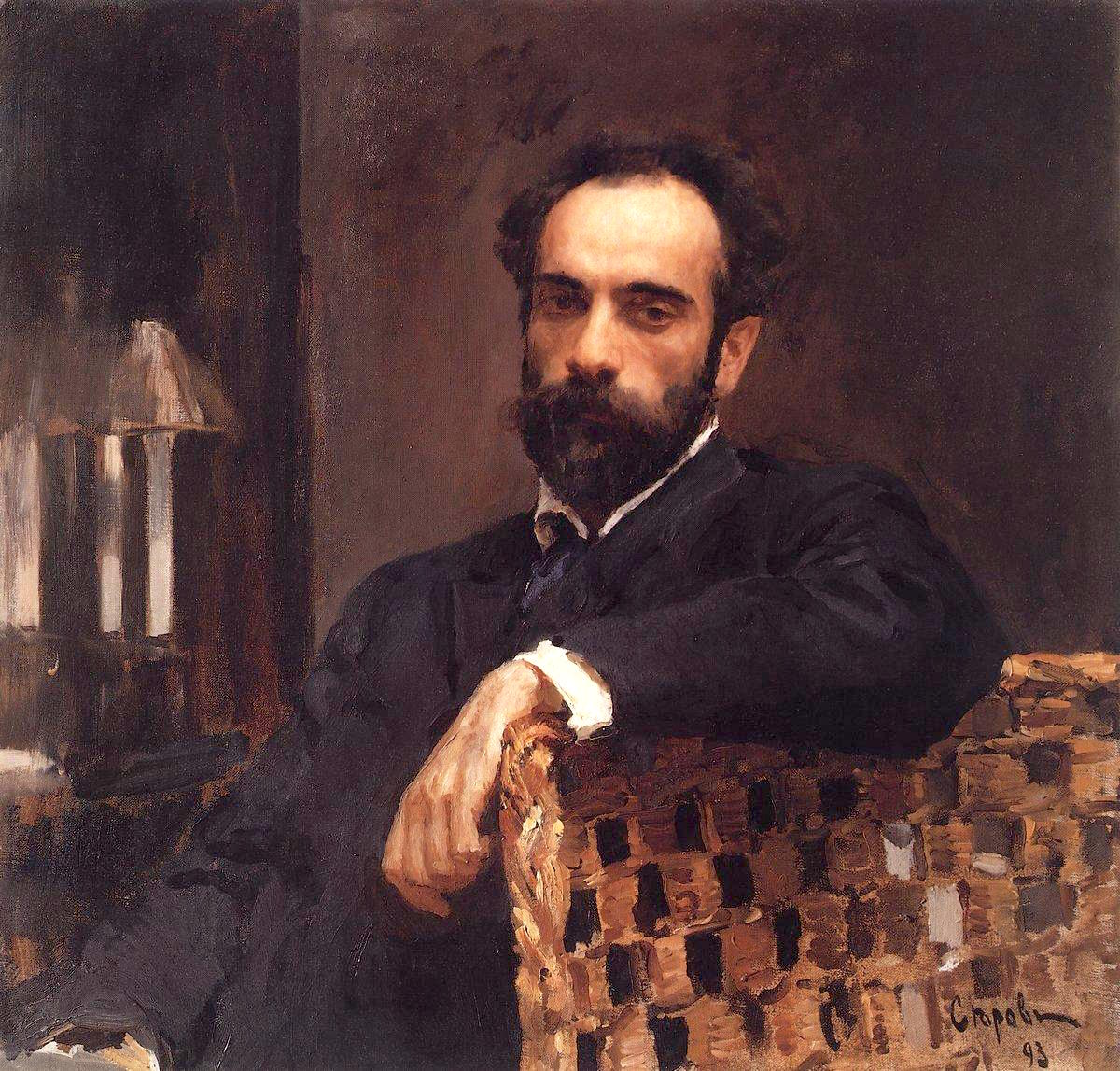
В. А. Серов. Портрет И. И. Левитана (1893, ГТГ)

В том же 1892 году, прямо с выставки, картина была приобретена у автора Павлом Третьяковым за три тысячи рублей. Вскоре после этого Павел Михайлович попросил художника поработать над изображением воды на переднем плане — возможно, что одной из причин послужил не вполне положительный отзыв Репина. В письме к Третьякову от 13 мая 1892 года Левитан сообщал: «Не подумайте, что я забыл Вашу просьбу и моё собственное сознание исправить воду в моём „У омута“. Я не решался переписывать его до той поры, пока не проверю этот мотив с натурою. Теперь напишу несколько мотивов воды и в конце мая приеду в Москву и начну переделывать картину».
Искусствовед Алексей Фёдоров-Давыдов высказывал предположение, что именно при этой переделке картины Левитан датировал её 1892 годом, поскольку вариант, представленный в феврале на передвижной выставке, скорее всего, был готов ещё в конце 1891 года. Более того, наличие этюдов с изображением воды, использованных Левитаном при доработке полотна, вызвало споры о том, где же на самом деле находится место, запечатлённое на картине.
Писатель и искусствовед Владимир Прытков, автор биографии художника, сообщал, что эти более поздние этюды были написаны Левитаном летом 1892 года во Владимирской губернии, когда он жил в имении Городок, расположенном недалеко от станции Болдино Московско-Нижегородской железной дороги. По свидетельству краеведа Николая Соловьёва, Левитан писал эти этюды у реки Липни (по-видимому, имеется в виду Большая Липня), в окрестностях села Аббакумово (ныне в пределах города Костерёво). Основываясь на этих подробностях, Прытков пришёл к выводу, что, как и более раннее полотно Левитана «Тихая обитель», картину «У омута» можно рассматривать как «синтетический пейзаж», содержащий в себе комбинацию впечатлений художника от разных мест. Алексей Фёдоров-Давыдов не согласился с этим заключением, полагая, что эти этюды, сделанные в другом месте, были использованы Левитаном только для доработки изображения воды, что «не меняло характера образа пейзажа, который есть не что иное, как в определённом смысле истолкованная художником, но всё же натура».

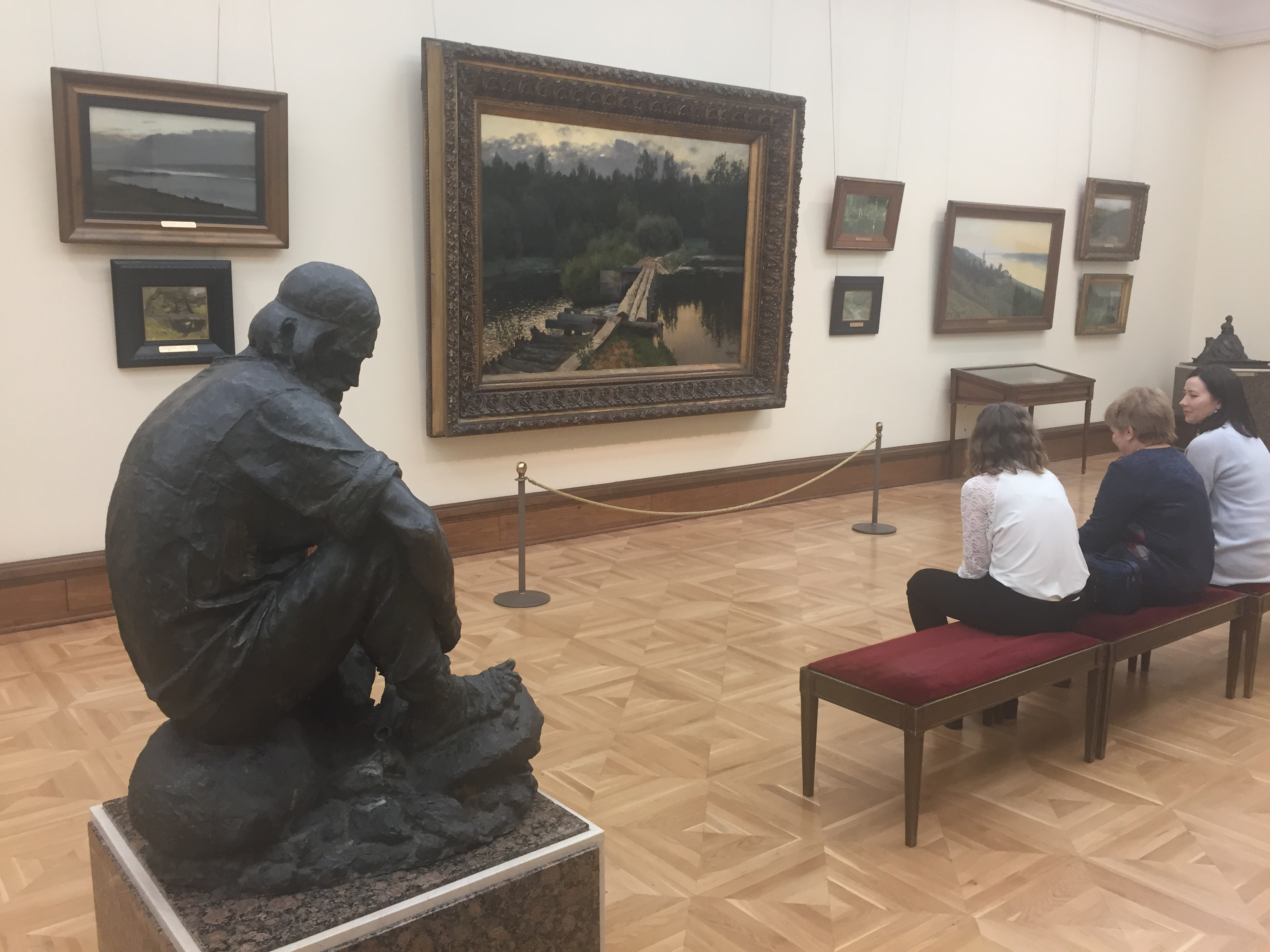
Картина «У омута» в Левитановском зале ГТГ

В конце августа 1892 года 20-я передвижная выставка продолжила своё путешествие по другим городам Российской империи, которое завершилось в конце февраля 1893 года. За это время выставка побывала в Харькове (в августе — сентябре), Полтаве (в октябре), Елисаветграде (в ноябре), Одессе (в ноябре — декабре), Кишинёве (в декабре — январе) и Киеве (в январе — феврале). Рецензенты ряда выходивших в этих городах изданий подвергли критике картину «У омута». Автор статьи в одесской газете «Новороссийский телеграф» (№ 5636 от 6 декабря 1892 года) писал: «Режет глаза тремя брёвнами запруды картина г. Левитана „У омута“; так бьют в глаза эти брёвна, что, кроме них, вы уже ничего не видите». Рецензент киевской газеты «Киевлянин» (№ 48 от 17 февраля 1893 года), писавший под псевдонимом «Дилетант», признавал, что «сам омут изображён очень правдиво», но при этом отмечал, что «погоня за „впечатлением“ и тут сослужила художнику плохую службу, заставив его нарисовать на заднем плане неестественно мрачную и грубую чащу, а вверху такие же облака для усугубления того же мрачного колорита».
Впоследствии картина «У омута» экспонировалась на ряде выставок, в том числе на персональных выставках Левитана, состоявшихся в 1938 году в Государственной Третьяковской галерее и в 1939 году в Государственном Русском музее в Ленинграде, а также на юбилейной, посвящённой 100-летию со дня рождения художника выставке, проходившей в 1960—1961 годах в Москве, Ленинграде и Киеве (картина участвовала только в московской и ленинградской частях экспозиции). В 1971—1972 годах картина принимала участие в приуроченной к столетию ТПХВ выставке «Пейзажная живопись передвижников», проходившей в Киеве, Ленинграде, Минске и Москве (экспонировалась только в Москве). Она также входила в число экспонатов юбилейных выставок к 150-летию со дня рождения Левитана, проходивших в корпусе Бенуа Государственного Русского музея (с апреля по июль 2010 года) и в Новой Третьяковке на Крымском Валу (с октября 2010 года по март 2011 года).
Во время юбилейной выставки Левитана, проходившей в 2010—2011 годах в Москве, был проведён социологический опрос посетителей экспозиции. Согласно результатам этого опроса, картина «У омута» оказалась на первом месте среди наиболее понравившихся зрителям произведений художника, опередив расположившиеся на втором и третьем местах полотна «Над вечным покоем» (1894, ГТГ) и «Март» (1895, ГТГ).

## Описание

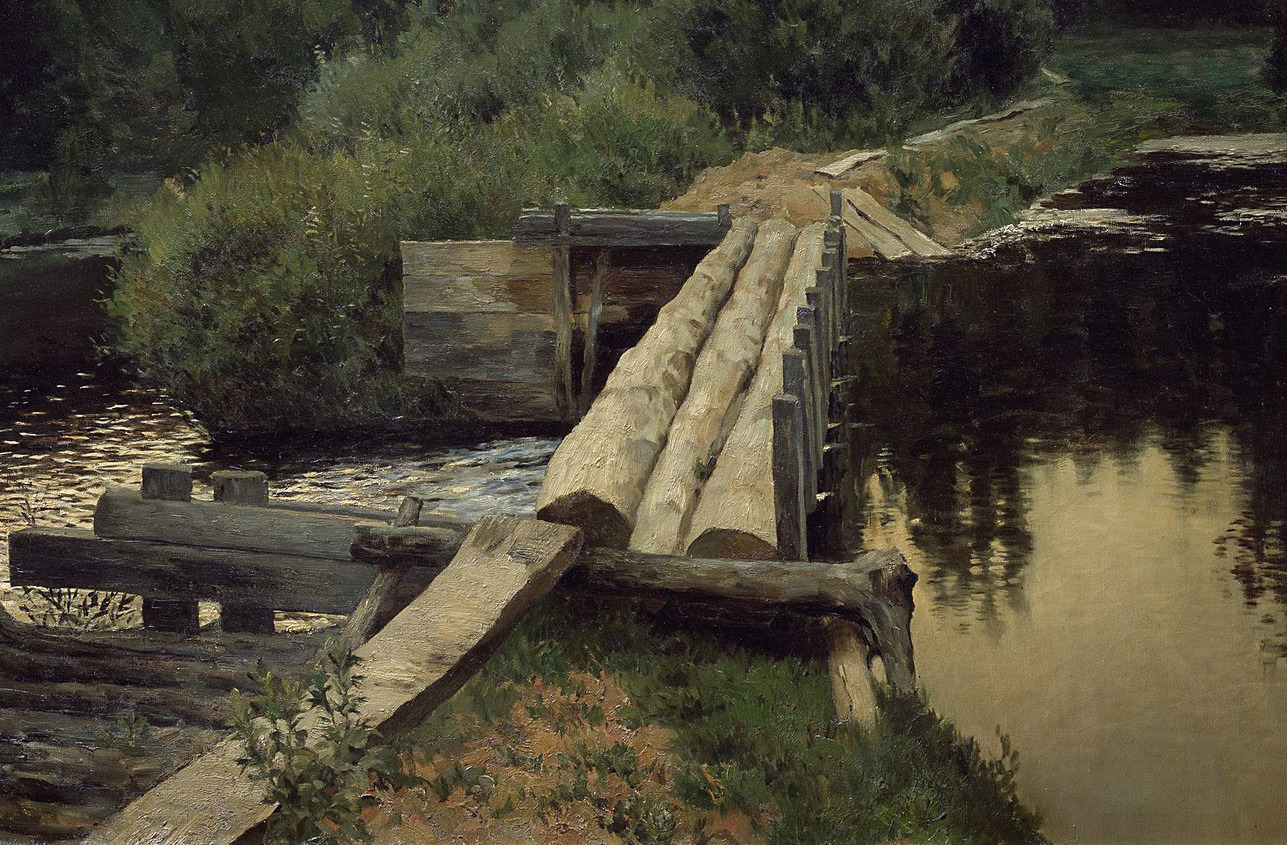
Запруда и мостик (фрагмент картины)

На переднем плане картины изображены мостки, переходящие в брёвна плотины, справа от которой находится омут. За плотиной, на другой стороне реки, продолжается узкая тропинка, которая, огибая прибрежные кусты, ведёт в сторону тёмного леса. Непрерывная линия, составленная из мостков, плотины и продолжающейся за ней тропинки, является стержнем композиции и подчёркивает глубину пейзажа, как бы приглашая взгляд зрителя пройти за собой и проникнуть в чащу сумеречного леса. По словам литературоведа Григория Бялого, «кажется, что старые мостики, скользкие, гнилые, ненадёжные и опасные, заманивают в сырую таинственную глубину леса».
Несмотря на то, что река неширока, «преодоление» этого пространства оказывается непростой задачей. Сумеречное освещение и нависшая над «гиблым местом» тишина вызывают чувство тревоги и неуютности, ощущение «драматической неразрешённости» и даже чувство опасности, появляющееся вместе с желанием броситься в это «грозящее гибелью пространство». Настроение картины «как будто навеяно деревенскими рассказами о леших и водяных, омут ― гиблое место, которого надо остерегаться». По словам Алексея Фёдорова-Давыдова, «всё тревожно и напряжённо в этом пейзаже: и темнеющая зелень деревьев и кустов, и жёлтая в свете заката вода, по-разному, но равно драматичная и в стоячем зеркале справа и в тревожной ряби слева».
Значительную роль в достижении эмоциональной выразительности полотна играет его колорит. При написании картины Левитан мастерски решил трудную задачу «колористического объединения в одно целое глухих зелёных цветов деревьев, серо-фиолетовых облаков и жёлтых тонов неба, отражений в воде, досок и брёвен плотины». Художнику удалось связать цвет брёвен на переднем плане с цветом облаков, при этом цвет досок плотины оказался переходным между цветом неба и его отражения в воде.
Техника масляной живописи, использованная Левитаном при написании картины, отличается большой сложностью и разнообразностью. Массивные прописки неба, кустов, брёвен и бликов водной ряби находятся в контрасте с тонким письмом остальных участков полотна. Местами просвечивает структура холста, кое-где видны лёгкие прописки по его бугоркам.

## Эскизы и этюды
В Государственной Третьяковской галерее находится одноимённый рисунок-эскиз картины «У омута» (бумага или картон серый, графитный карандаш, 32 × 48 см, инв. 2651). Другой одноимённый эскиз находится в частном собрании (бумага, акварель, тушь, сепия, 16 × 27 см).
Кроме этого, в Государственной Третьяковской галерее есть одноимённый этюд для картины «У омута» (картон, масло, 25,3 × 33 см, инв. Ж-1062). До 1910 года он находился в собрании художника и коллекционера Н. В. Челищева, а затем — у московского коллекционера Г. М. Голковского, который передал его в дар Третьяковской галерее в 1985 году.
Ещё один одноимённый этюд находится в частном собрании (холст, масло, 59 × 90 см). По-видимому, это тот самый этюд, который находился в собрании Е. В. Ляпуновой и экспонировался на выставке 1960—1961 годов, посвящённой 100-летию художника. 
|  |  |  |  |

## Отзывы и критика
Художник Михаил Нестеров в январе 1892 года так описывал «большую, с рамой аршина четыре» картину «Омут»: «Впечатление огромное. Тревожное чувство охватывает всецело и держит зрителя в напряжённом возбуждении всё время. Со времён Куинджи в пейзаже не появлялось ничего подобного». Впоследствии в своей книге «Давние дни» Нестеров вспоминал, что он любил «Омут» Левитана «как нечто пережитое автором и воплощённое в реальные формы драматического ландшафта».

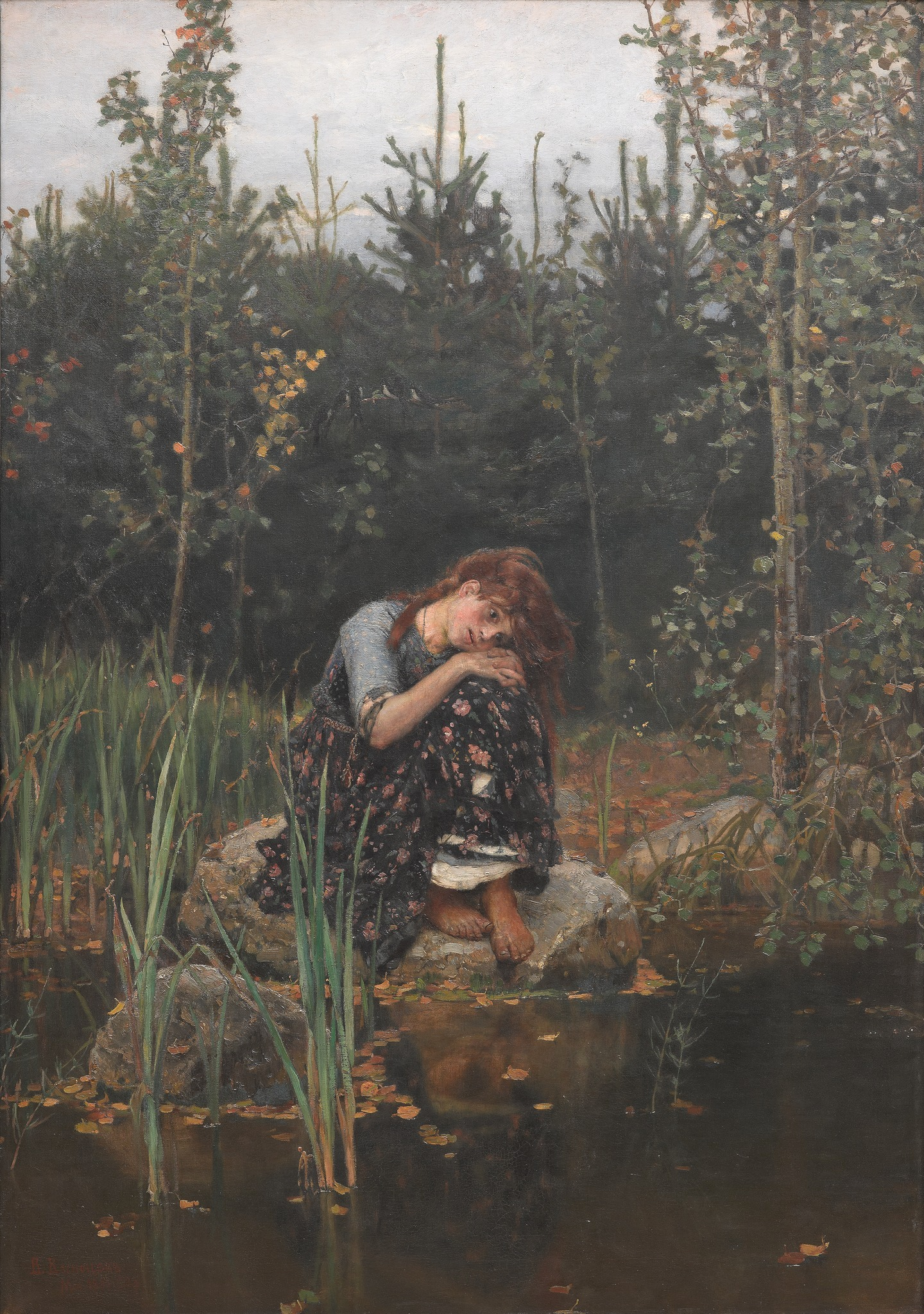
В. М. Васнецов. Алёнушка (1881, ГТГ)

Искусствовед Алексей Фёдоров-Давыдов считал полотно «У омута» «первым опытом на пути создания национального образа в пейзаже», в котором художник стремился написать образ природы, связанный с эмоциональным содержанием народных сказок и преданий, в духе картин Виктора Васнецова. Далее Фёдоров-Давыдов писал: «Картина „У омута“ является объективно значительным и содержательным произведением. Это, несомненно, одно из выдающихся полотен в передвижнической пейзажной живописи. Интересно и значительно оно и для исканий самого́ Левитана». При этом он отмечал, что эта картина «не является бесспорной удачей» и не может быть отнесена к числу лучших работ Левитана, поскольку в ней «нет той органичности, того „единого дыхания“, той непосредственной поэтичности её полного слияния с само́й живописной плотью картины», которые присущи лучшим полотнам художника.

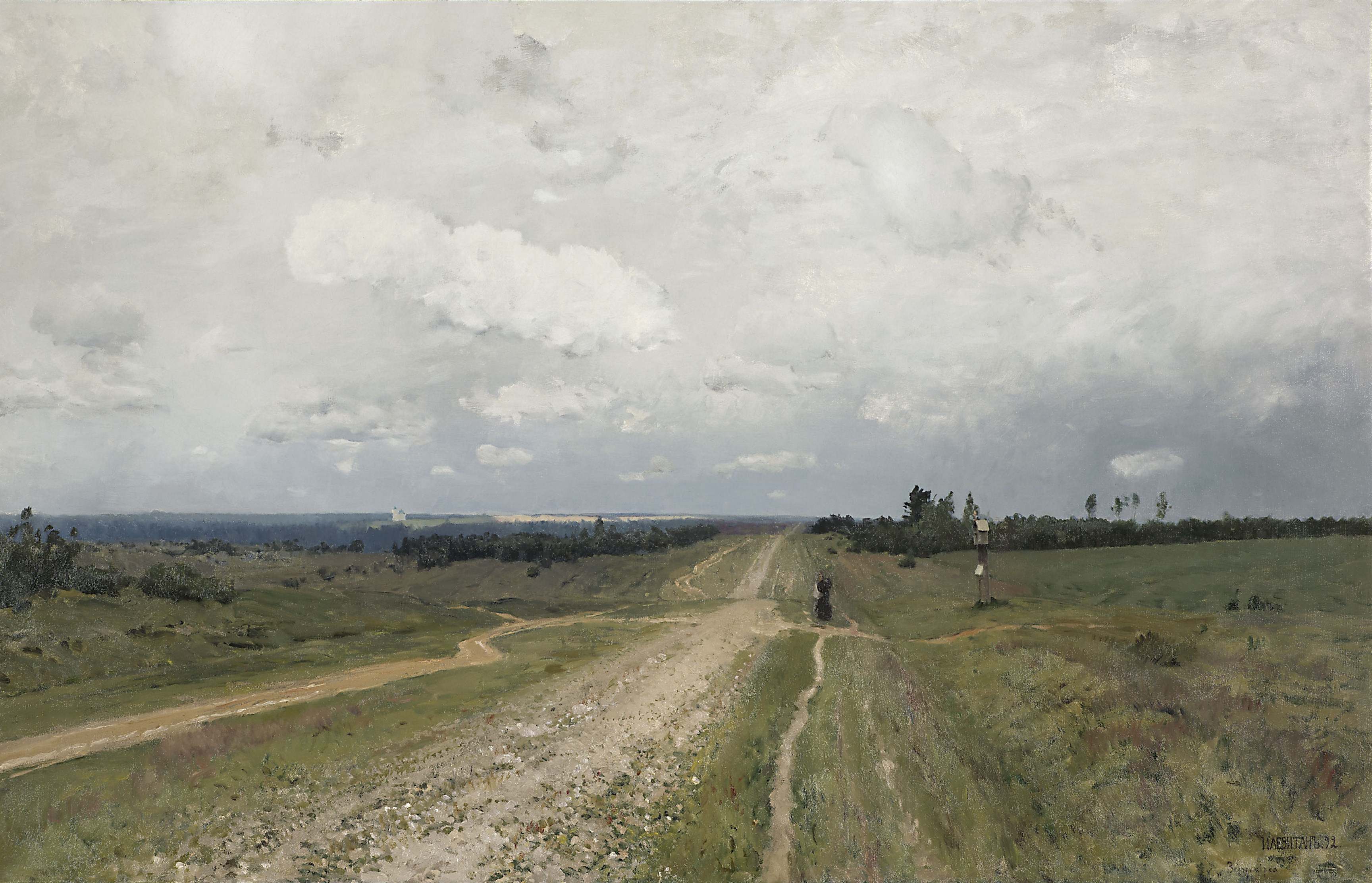
И. И. Левитан. Владимирка (1892, ГТГ)

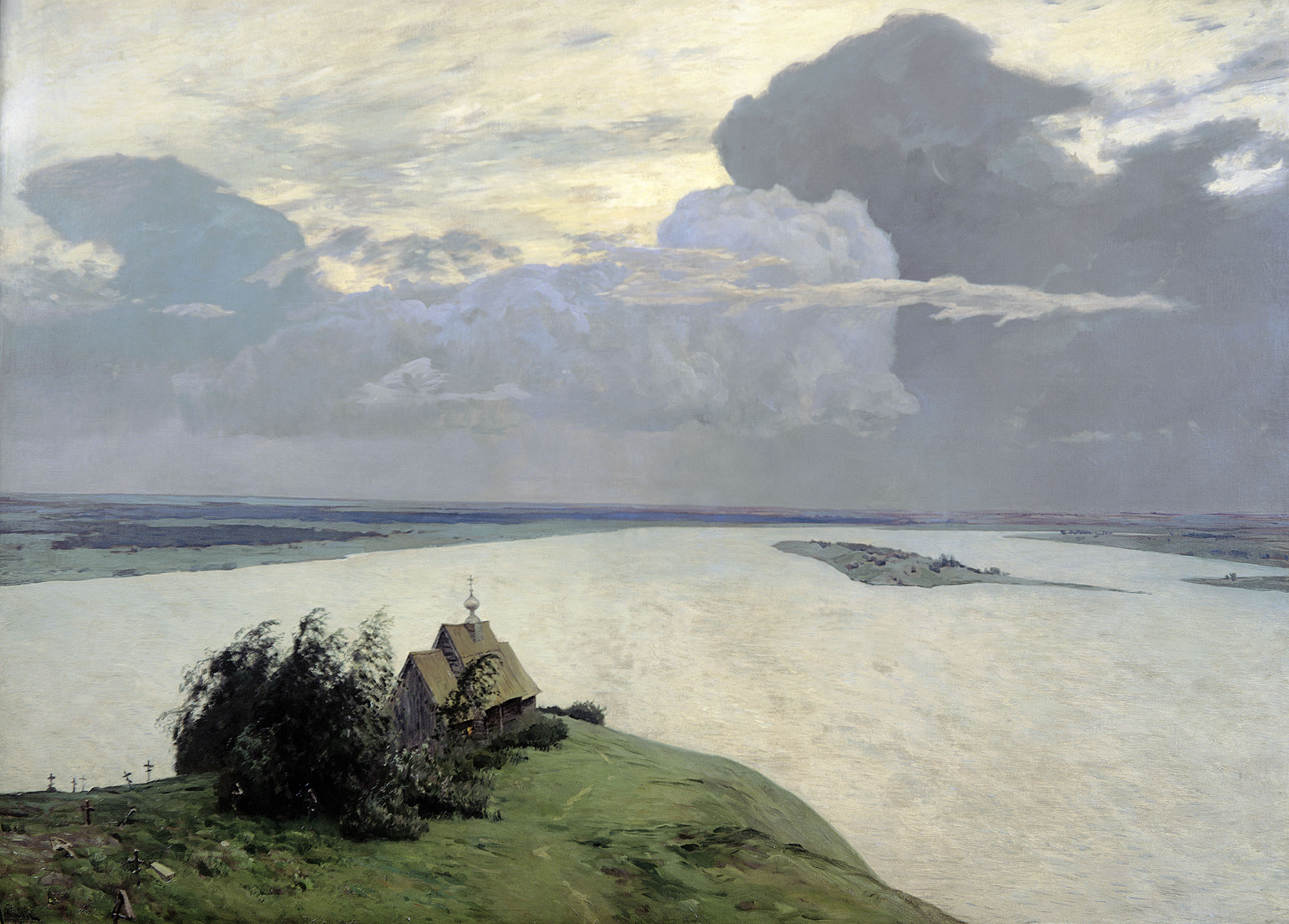
И. И. Левитан. Над вечным покоем (1894, ГТГ)

Искусствовед Фаина Мальцева отмечала, что в таких левитановских пейзажах, как «У омута», «Владимирка» и «Над вечным покоем», отражалась «гнетущая обстановка общественной жизни» и звучала «мрачная повесть о русской действительности». Обсуждая картину «У омута», Мальцева писала, что этот пейзаж написан Левитаном «с исключительным мастерством обобщения», так как в нём впечатления, вызванные мотивом природы, тесно переплетаются с впечатлениями окружающей жизни. По словам Мальцевой, «глубина и значительность взятой художником темы нашли в пейзаже своё полное выражение».
В книге «Пленер в русской живописи XIX века» искусствовед Ольга Лясковская писала, что в композиции картины «У омута» очень большую роль играют брёвна плотины, направленные прямо на зрителя и вовлекающие его вглубь пейзажа. Признавая, что «картина хороша своим сумрачным настроением», Лясковская тем не менее отмечала, что, по её мнению, полотно «У омута» нельзя отнести к «наилучшим произведениям художника», в частности, из-за однообразности цветовой гаммы с преобладанием золотистых оттенков.
По мнению искусствоведа Михаила Алпатова, исключительное своеобразие картины «У омута» достигается за счёт «соединения тоскливой неопределённости пейзажа со стремительно втягивающим движением», направленным вдоль брёвен полуразрушенной запруды. По словам Алпатова, в самом построении этого пейзажа «есть что-то гнетущее, властно зовущее в подстерегающий, губящий слабого человека омут», при этом левитановское полотно производит не менее сильное впечатление, чем картина Виктора Васнецова «Алёнушка» (1881, ГТГ), в которой сходное настроение было выражено в фигуре девушки.

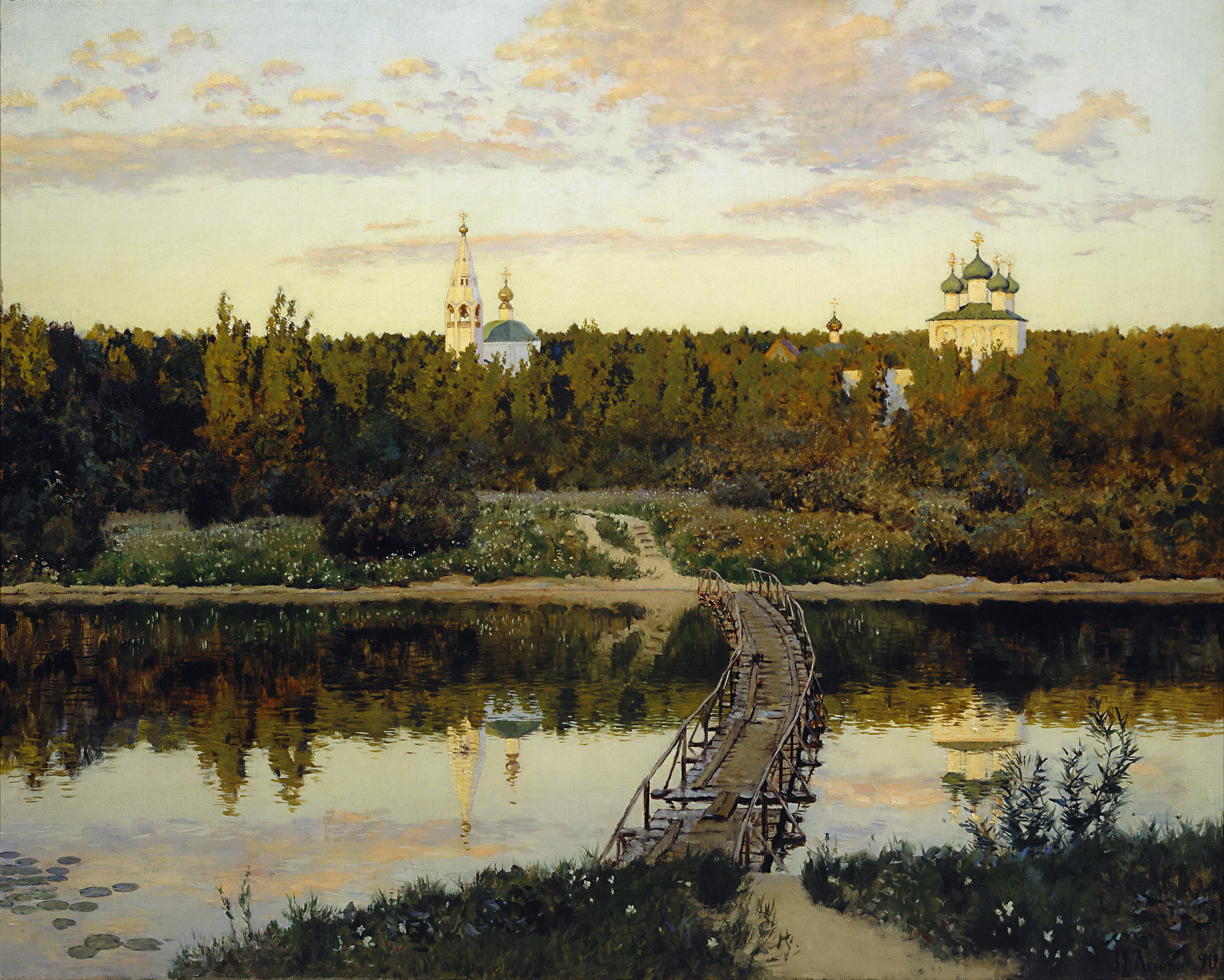
И. И. Левитан. Тихая обитель (1890, ГТГ)

По словам искусствоведа Владимира Петрова, картина «У омута» стала «первой в ряду масштабных работ, в которых Левитан предстал как глубокий „драматург“ русского пейзажа». При этом он соглашался с Нестеровым в том, что общая тональность картины является отражением драматизма внутренней жизни художника. Петров писал, что по своей композиции и «силовым линиям» картина «У омута» очень близка к написанной в 1890 году картине «Тихая обитель»: в обоих случаях взгляд зрителя переходит по мостику через реку, за которой видна тропинка, уходящая в лес. Однако при этом совершенно различны переживания, вызываемые этими картинами, — в отличие от спокойной умиротворённости «Тихой обители», полотно «У омута» навевает чувства тревоги и опасности, так что эти две картины можно рассматривать как «своеобразную антиномическую пару».
Искусствовед Григорий Стернин писал, что левитановская картина «У омута» мало чем уступает его же «Владимирке» в смысловой ёмкости поэтического образа, хотя при этом не поддаётся столь же прямолинейной идейной интерпретации. По словам Стернина, главное состоит в том, что в полотне «У омута» «взятый пейзажный мотив сам по себе обладает подчёркнутой знаковостью», поскольку в нём «больше от органического бытия и, главное, от вечных тайн самой природы». Стернин отмечал, что в картине «У омута» Левитан «склоняется к монументально-декламационной интонации», а размер полотна и «несколько драматизированная характеристика предметно-цветовой среды» свидетельствуют о том, что одной из целей автора было «создание эпического зрелища, не лишённого элементов сказочной театрализации».

## Комментарии
1. ↑  Для датировки событий, происходивших в Российской империи, используется юлианский календарь («старый стиль»).